# Ricardo Dolz y Arango
Ricardo Dolz y Arango (Pinar del Río, 1861-La Habana, 1937) fue un político, jurista y publicista cubano, senador de la República, además de presidente de dicha cámara.

## Biografía
Nacido el 3 de enero de 1861 en Pinar del Río, cursó en su ciudad natal sus primeros estudios, los cuales prosiguió en el Instituto y en la Universidad de la Habana. Fue doctor en Derecho Civil y Canónico y catedrático de Derecho Procesal en la Universidad Nacional, cargo que ganó por oposición, además de presidente del Ateneo de la Habana.

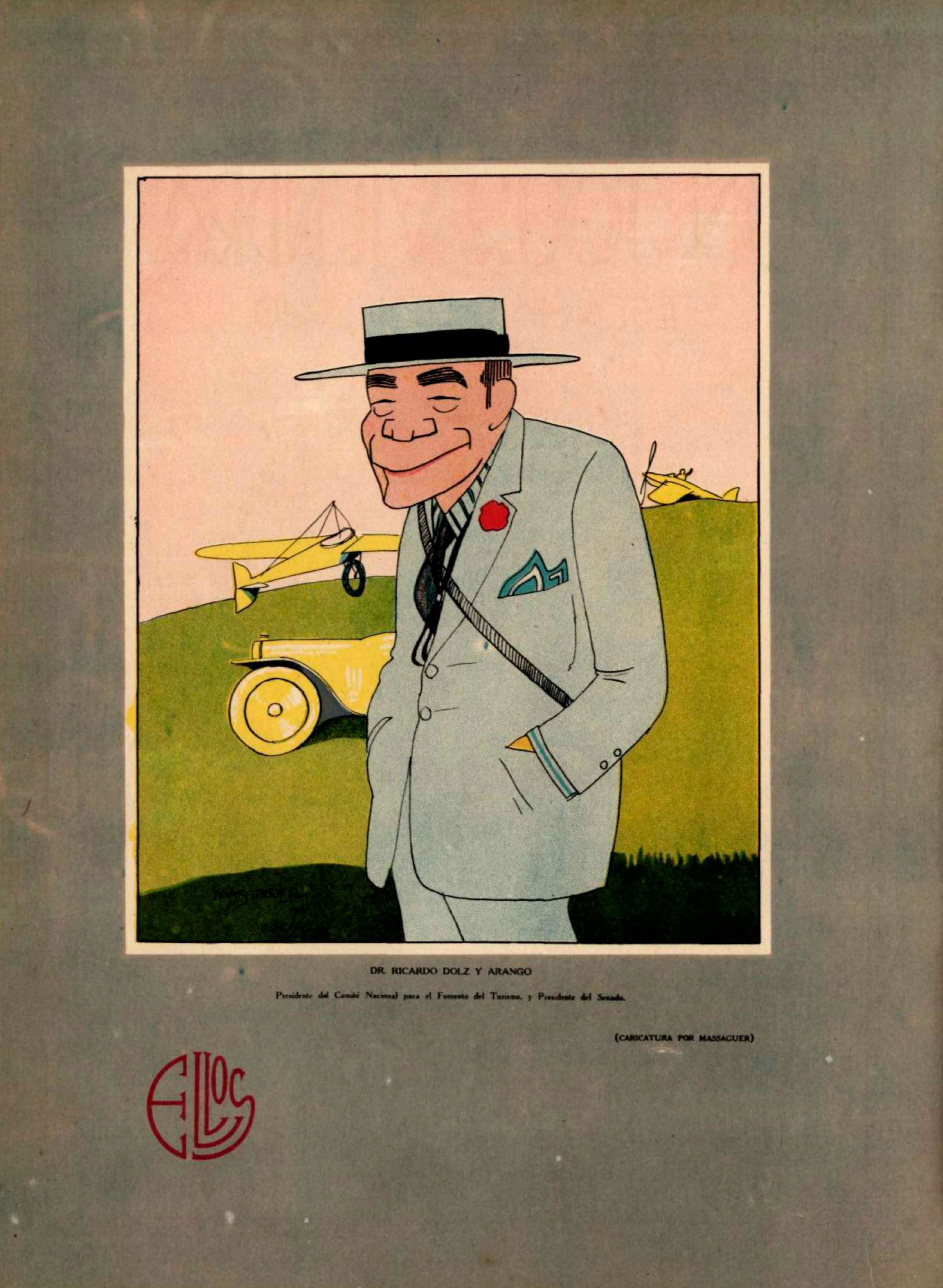
Retratado por Massaguer en la revista Social (1920)

Dolz y Arango, que militó en las filas del Partido Autonomista, abandonó en 1898 La Habana para trasladarse a los Estados Unidos, donde ejerció como secretario de la Comisión Ejecutiva de Propaganda de la Sociedad N. Cubana.
Después del cese de la soberanía española, fue electo concejal del Ayuntamiento de La Habana por el Partido Republicano. Posteriormente perteneció al Partido Conservador, en el que desempeñó diversos cargos.  El 1 de enero de 1919 renunció a la jefatura del Partido Conservador.
Como jurisconsulto publicó obras como Prescripción de las acciones civiles (1896), La defensa social y la libertad individual, El Código Civil y el notariado, Los abintestados, El Juicio Ejecutivo (1901) y Proclama de Derecho Procesal (1896), entre otras. Colaboró en la prensa periódica. A Dolz, buen manejador de la espada, Adolfo Dollero le consideraba uno de los mejores tiradores cubanos. Fue autor de diversos  proyectos de Ley para enmendar la Constitución en varios puntos, como la durabilidad de los cargos públicos por elección, la creación de un Consejo de Estado presidido por el vicepresidente de la  y el nombramiento de los gobernadores de la provincia. Hacia comienzos de la década de 1920 era presidente del Senado, habiendo obtenido su acta de senador primero por su provincia natal y después por la de Camagüey. Fallecido el 5 de julio de 1937 en La Habana, estuvo casado con Leopoldina de Luis y Quesada.